# Vidžajaváda
Vidžajaváda (telugsky విజయవాడ, anglicky Wijayawada, doslova Místo vítězství), též známá jako Bezawada, je druhé největší město indického svazového státu Ándhrapradéš. Žije zde 825 000 obyvatel, s předměstími pak dokonce více než 1,1 milionu. Jedná se o město s dlouhou historií; osídlené bylo již v 7. století. Velký rozvoj nastal ale až v koloniálním období, kdy tu vládli Britové.
Město se nachází na březích řeky Krišna a v její deltě. Na západě jej ohraničují hory Indrakeeladri Hills. V okolí celého města a delty se nachází mnoho zavodňovacích kanálů. Městem prochází důležité železniční spoje, převážně do Madrásu a Dillí. Vidžajaváda je také napojená i na dálniční síť; procházejí tudy dálnice celostátní sítě č. 5 a 9.

## Galerie

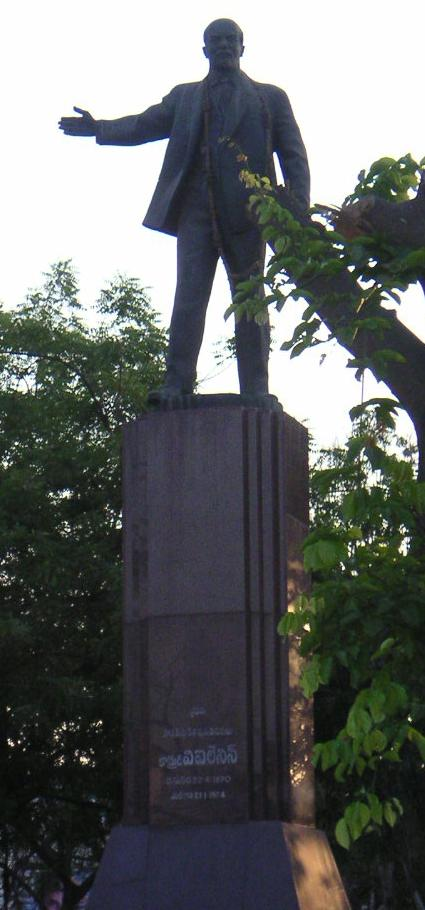
Socha Vladimira Lenina ve Vidžajavád